# Hopowo
Hopowo is een plaats in het Poolse district Kartuski, woiwodschap Pommeren. De plaats maakt deel uit van de gemeente Somonino en telt 346 inwoners.